# Elisabeth Haselauer
Elisabeth Haselauer (* 14. Juni 1939 in Linz) ist eine österreichische Musikwissenschaftlerin.

## Leben
Sie studierte Orgel und Klavier an der Musikuniversität Wien, Soziologie und Musikwissenschaft an der Universität Wien (1976 Dr. phil., 1983 Habilitation). Sie lehrte als Professorin für Klavier an der Musikuniversität Wien.

## Schriften (Auswahl)
- Musiksoziologische Studie nach Émile Durkheim. Wien 1977, ISBN 3-900035-50-4.
- Handbuch der Musiksoziologie. Wien 1980, ISBN 3-205-07128-X.
- Musik – Luxusartikel oder Überlebensfaktor? Umfrage-Ergebnis. Wien 1982, ISBN 3-900035-73-3.
- mit Rudolf Klein: Ernst Vogel. Eine Monographie. Wien 1986, ISBN 3-900035-94-6.